# Jaufe (Líbia)
Jaufe (em árabe: الجوف; romaniz.: al-Jauf) é uma cidade do sudeste da Líbia, capital do distrito de Cufra, no oásis de Cufra. Segundo censo de 2012, havia 18 587 residentes.

## Guerra Civil Líbia
Durante a Guerra Civil Líbia de 2011, Jaufe foi palco de conflitos entre as forças insurgentes e as forças lealistas. Em algum momento no começo do ano ela foi capturada pelos insurgentes, mas foi retomada em 28 de abril. Em 6 de maio, Jaufe foi retomada pelos insurgentes, mas em 1 de junho ela foi capturada pelo Exército do Sudão. Em 24 de fevereiro de 2012, em decorrência do conflito entre as tribos zuaias e tubus em Cufra, 28 pacientes do hospital foram evacuados.